# ندر استووی
ندر استووی (به انگلیسی: Nether Stowey) یک روستا و محله مدنی در بریتانیا است که در سژمور واقع شده‌است. ندر استووی ۱٬۳۷۳ نفر جمعیت دارد.